# Muntanyes de Perșani

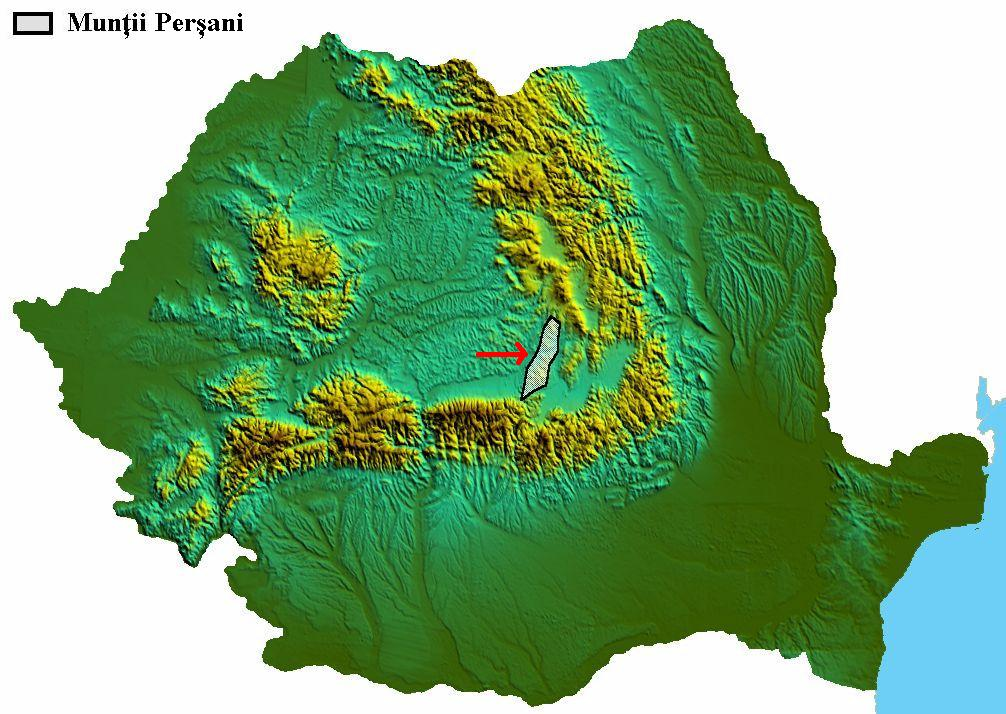
Localització de les muntanyes Perșani a Romania

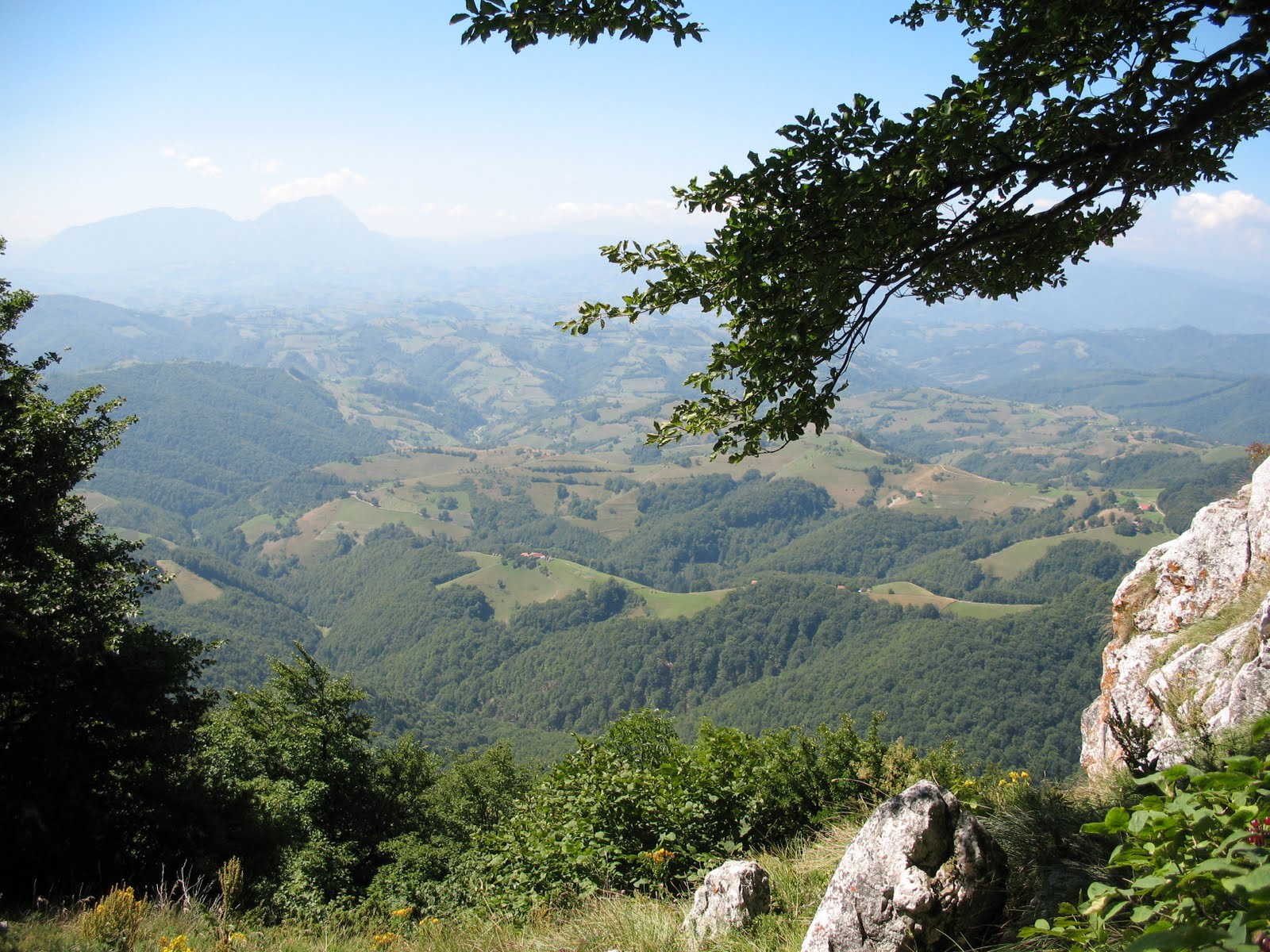
Vista des de Măgura Codlei cap a Holbav

Les muntanyes Perșani (en romanès: Munții Perșani; hongarès: Persányi-hegység) és una serralada al centre de Romania. El cim més alt és el pic Măgura Codlei, amb una cota de 1.292 metres.
Geològicament, les muntanyes Perșani formen part de les muntanyes Căliman-Harghita dels Carpats orientals interiors. Dins de Romania, però, és tradicional dividir els Carpats orientals en territori romanès en tres grups geogràfics (nord, centre, sud). La categorització romanesa inclou les muntanyes Perșani dins dels Carpats centrals de Moldàvia i Transsilvània (Munții Carpați Moldo-Transilvani), que també inclouen les muntanyes de Baraolt, les muntanyes Bârgău, les muntanyes Călimani, les muntanyes Ciuc, les muntanyes Gurghiu i les muntanyes Harghita.
La carena principal transcorre en direcció nord-sud i té una longitud de 60 quilòmetres. Les muntanyes de Perșani estan formades principalment per basalt, esquist i flysch. Està majoritàriament boscós, i en la seva major part les cotes són arrodonides. La diversitat geològica de la roca dona lloc a fenòmens naturals interessants (formacions basàltiques, coves i canons).